# Џеф Данам
Џеф Данам, (енгл. Jeff Dunham; рођен 1960. у Даласу, Тексас) је амерички вентрилоквиста и стенд-ап комичар. Дипломирао је на Универзитету Бејлор. Наступио је у комеди-клубовима широм САД крајем 1980-их. Од 1990. почео је наступати у бројним ТВ-емисијама као што су Вечерњи шоу, Касни шоу са Дејвидим Летерманом и Комеди централ.

## Наступи
Џеф Данам је каријеру трбухозборца-луткара започео са представама по ноћним клубовима које је изводио широм Америке.
Представе које Данам изводи укључују седам лутака, који су код његове публике познате као Одред из кофера:
- Валтер (Walter), стари и мрзовољни пензионер, ожењен 48 година, са негативним погледом на данашњи свет. Вијетнамски ветеран и бивши варилац. Неволи своју жену и поједине чланове публике[3].
- Пинат (Peanut), је љубичасти фиктивни лик са праменом зелене косе и само са једном ципелом. Пинат је напревљен у Салему, америчкој држави Вирџинија. За разлику од осталих лутака из колекције, пинатсове обрве се не могу мрдати али то омогућује већи опсег помисања главе.
- Хосе Халапињо са Дршком (José Jalapeño on a Stick), је халапињо паприка са мексичким менталитетом, сомбрером и брковима, који све своје визеве завршава реченицу са додатком: на дршку или на штапу. Лутка Хосе једино може да мрда уста, и то му даје могућност да искаже своје певачке способности. Најчешће се појављије у пару са Пинатсом.
- Ахмед, мртви терориста (Achmed, the Dead Terrorist), је скелетон неспретног бомбаша самоубице, који каже да он није Арапин а ни муслиман пошто му на задњици пише да је произведен у Кини (Made in China). Познат је по томе што стално утишава публику која се смеје његовим коментарима са реченицом: Тишина! Убићу вас![4]. Због свог слободног стила изражавања банован је са реклама у Јужној Африци са разлогом да дискриминише ислам и обележава све муслимане као терористе[5].
- Мелвин, суперхерој (Melvin the Superhero Guy), је лутак суперхерој који има две надљудске способности, рендгенски вид (мада не може да види кроз силиконе) и може да лети, колико далеко зависи од тога колико га Џеф баци[6].
- Баба Џеј (Bubba J.), је лутак који воли пиво и Наскар. Џеј (J.) је скраћеница од речи јуниор. Баба је ожењен и претпоставља се да има бар једно дете. Лутак може да помера само једно око и то само од центра налево.
- Свит Деди Ди (Sweet Daddy Dee), је лутак, црнац је професионални пимп ("Player In a Management Profession") који жели да буде Џефов нови агент. Мрзи Наскар и воли жене и стално спомиње О Џеја (O. J.).